# Ada Jones
Pour les articles homonymes, voir Jones.
Ada Jane Jones, née le 1er juin 1873 dans le Lancashire et morte le 2 mai 1922 à Rocky Mount (Caroline du Nord), est une chanteuse anglo-américaine.
Ses premiers enregistrements sur cylindres Edison datent de 1893. Elle compte parmi les premières chanteuses à avoir été enregistrées.

## Biographie

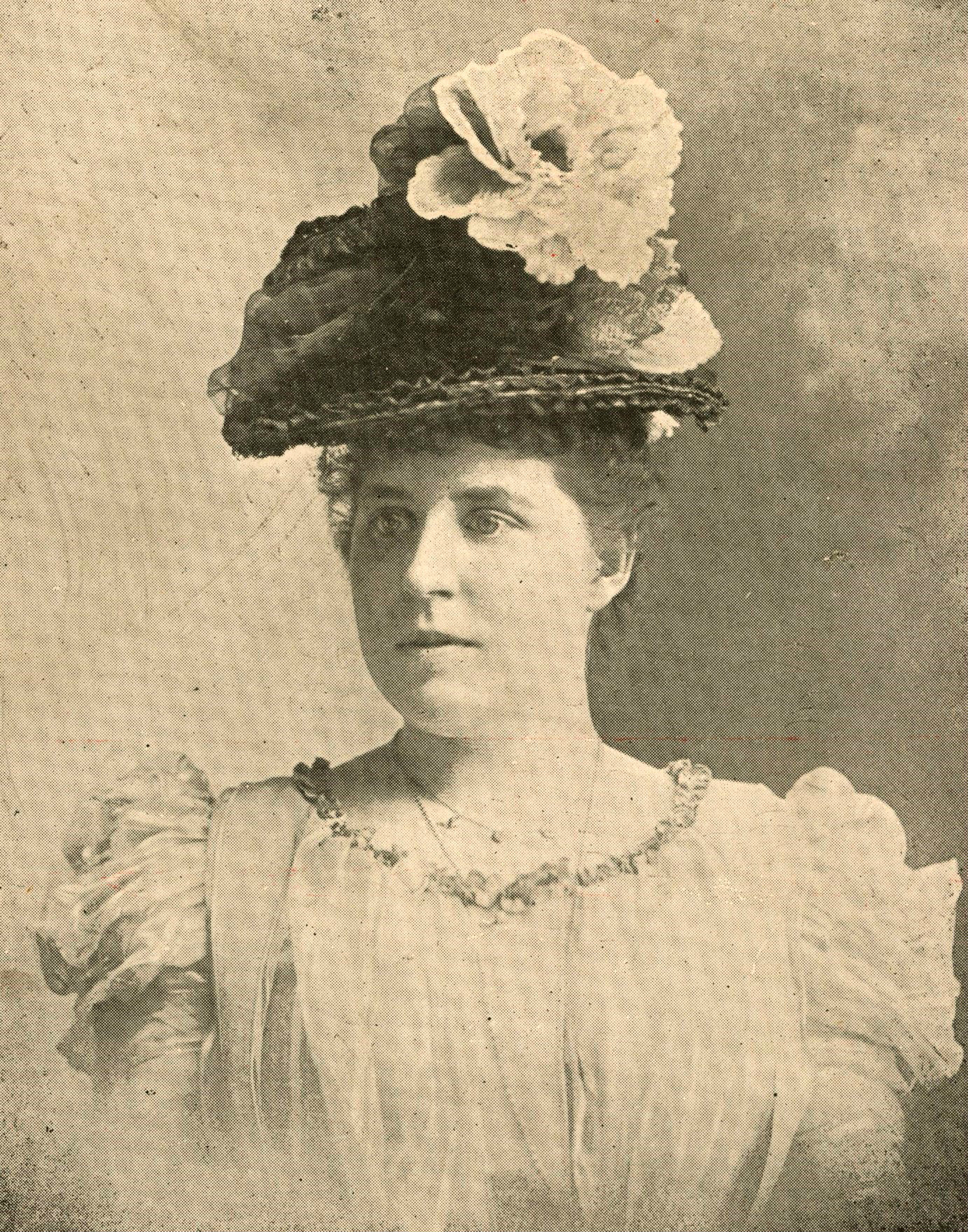
Ada Jones en 1894.

Ada Jones naît dans le Lancashire au Royaume-Uni, mais déménage avec sa famille à Philadelphie, en Pennsylvanie, à l'âge de six ans, en 1879. Elle commence à se produire sur scène dans des rôles juvéniles dans les années 1880.
Elle chante en contralto, apprenant les chansons à l'oreille, et ne sait ni lire la musique ni jouer d'un instrument. Son répertoire comprend des ballades, du ragtime, du vaudeville et des comédies dans divers dialectes. Entre 1893 et 1894, elle enregistre pour Edison Records sur cylindres de cire, ce qui en fait l'une des premières chanteuses à être enregistrée. Elle chante avec Billy Murray, Billy Watkins, Cal Stewart, Len Spencer (en), l'American Quartet et avec sa fille de 12 ans, Sheilah. Victime de crise d'épilepsie, les tournées sont souvent difficiles.
Dans les années 1890, elle enregistre quelques concerts pour la North American Phonograph Company (en), dont Sweet Marie et The Volunteer Organist (en). Cependant, la disparition de cette compagnie interrompt sa carrière discographique, et ce n'est qu'en 1905 qu'elle reprend l'enregistrement, après quelques années de concerts dans des lieux tels que le Huber's 14th Street Museum à New York.
Jones enregistre The Yama Yama Man (en) en 1909 pour la Victor Light Opera Company. Les paroles des couplets deux et trois sont modifiées par rapport à l'original, le deuxième étant plus osé. Il s'agit de la chanson la plus populaire de sa carrière, devenant un best-seller.
Elle meurt à Rocky Mount, en Caroline du Nord, le 22 mai 1922 d'une insuffisance rénale.

## Discographie

### Titres classés
| Année | Single                                                                                   | Classement |
| Année | Single                                                                                   | US         |
| ----- | ---------------------------------------------------------------------------------------- | ---------- |
| 1905  | My Carolina Lady                                                                         | 3          |
| 1905  | Mr. and Mrs. Murphy (Ada Jones & Len Spencer)                                            | 8          |
| 1905  | Heinie (Ada Jones & Len Spencer)                                                         | 5          |
| 1905  | Ev'ry Little Bit Helps (Ada Jones & Len Spencer)                                         | 4          |
| 1905  | Reuben and Cynthia (Ada Jones & Len Spencer)                                             | 8          |
| 1905  | Pals (Ada Jones & Len Spencer)                                                           | 5          |
| 1905  | Just Plain Folks                                                                         | 3          |
| 1905  | Keep a Cozy Little Corner in Your Heart for Me                                           | 5          |
| 1905  | Jimmie and Maggie at the Hippodrome (Ada Jones & Len Spencer)                            | 4          |
| 1905  | Please Come and Play in My Yard                                                          | 10         |
| 1905  | Courtship of Barney and Eileen (Ada Jones & Len Spencer)                                 | 9          |
| 1906  | The Golden Wedding (Ada Jones & Len Spencer)                                             | 4          |
| 1906  | I'm the Only Star That Twinkles on Broadway                                              | 7          |
| 1906  | Fritz and Louisa (Ada Jones & Len Spencer)                                               | 7          |
| 1906  | The Original Cohens (Ada Jones & Len Spencer)                                            | 6          |
| 1906  | Just a Little Rocking Chair and You                                                      | 4          |
| 1906  | So Long, Mary                                                                            | 2          |
| 1906  | My Lovin' Henry                                                                          | 7          |
| 1906  | Waiting at the Church (My Wife Won't Let Me)                                             | 2          |
| 1906  | Bashful Henry and His Lovin' Lucy (Ada Jones & Len Spencer)                              | 4          |
| 1906  | Peaches and Cream (Ada Jones & Len Spencer)                                              | 3          |
| 1906  | Let Me See You Smile (Ada Jones & Len Spencer)                                           | 6          |
| 1906  | It's All Right in the Summertime                                                         | 4          |
| 1906  | The Moon Has His Eyes on You                                                             | 6          |
| 1906  | Jimmie and Maggie at the Ball Game (Ada Jones & Len Spencer)                             | 8          |
| 1907  | I'm Sorry (Ada Jones & Billy Murray)                                                     | 4          |
| 1907  | Down on the Farm (Ada Jones & Len Spencer)                                               | 7          |
| 1907  | If the Man in the Moon Were a Coon                                                       | 3          |
| 1907  | Wouldn't You like to Flirt with Me? (Ada Jones & Billy Murray)                           | 8          |
| 1907  | I Just Can't Make My Eyes Behave                                                         | 1          |
| 1907  | Whistle It (Ada Jones, Billy Murray & Frank Stanley)                                     | 2          |
| 1907  | The Game of Peek-a-Boo (I'd like to See a Little More of You) (Ada Jones & Billy Murray) | 3          |
| 1907  | My Irish Rosie                                                                           | 2          |
| 1907  | It's Nice to Have a Sweetheart (Ada Jones & Billy Murray)                                | 3          |
| 1907  | Kiss, Kiss, Kiss (If You Want to Learn to Kiss) (Ada Jones & Billy Murray)               | 5          |
| 1907  | Meet Me Down at the Corner (Ada Jones & Len Spencer)                                     | 7          |
| 1907  | Won't You Be My Honey? (Ada Jones & Billy Murray)                                        | 3          |
| 1907  | Let's Take an Old-Fashioned Walk (Ada Jones & Billy Murray)                              | 1          |
| 1907  | Herman and Minnie (Ada Jones & Len Spencer)                                              | 7          |
| 1907  | Be My Little Teddy Bear (Ada Jones & Billy Murray)                                       | 5          |
| 1907  | You've Got to Love Me a Lot (Ada Jones & Len Spencer)                                    | 8          |
| 1908  | Make Believe (Ada Jones & Billy Murray)                                                  | 3          |
| 1908  | Wouldn't You like to Have Me for a Sweetheart?                                           | 6          |
| 1908  | I Could Learn to Love You When You Smile, Smile, Smile (Ada Jones & Billy Murray)        | 6          |
| 1908  | Wouldn't You like to Have Me for a Sweetheart? (Ada Jones & Billy Murray)                | 1          |
| 1908  | Jimmie and Maggie at The Merry Widow (Ada Jones & Len Spencer)                           | 5          |
| 1908  | When We Are M-A-Double-R-I-E-D (Ada Jones & Billy Murray)                                | 1          |
| 1908  | Smarty (Ada Jones & Billy Murray)                                                        | 2          |
| 1908  | I Want to Be a Merry, Merry Widow                                                        | 6          |
| 1908  | Cuddle up a Little Closer, Lovey Mine (Ada Jones & Billy Murray)                         | 1          |
| 1908  | I've Taken Quite a Fancy to You (Ada Jones & Billy Murray)                               | 2          |
| 1908  | The ABCs of the U.S.A. (Ada Jones & Billy Murray)                                        | 6          |
| 1908  | By the Old Oaken Bucket, Louise (Ada Jones & Billy Murray)                               | 7          |
| 1908  | There's No Moon like the Honeymoon (Ada Jones & Billy Murray)                            | 3          |
| 1909  | I Remember You                                                                           | 2          |
| 1909  | Pet Names (Ada Jones & Billy Murray)                                                     | 8          |
| 1909  | Oh, You Kid! (Ada Jones & Billy Murray)                                                  | 8          |
| 1909  | Shine On, Harvest Moon (Ada Jones & Billy Murray)                                        | 1          |
| 1909  | I'm Looking for a Sweetheart and I Think You'll Do (Ada Jones & Billy Murray)            | 5          |
| 1909  | Beautiful Eyes                                                                           | 2          |
| 1909  | The Yama Yama Man (Ada Jones & Victor Light Opera Co.)                                   | 1          |
| 1909  | Isn't Love a Grand Old Thing? (Ada Jones & Billy Murray)                                 | 6          |
| 1909  | I'm Awfully Glad I Met You (Ada Jones & Billy Murray)                                    | 3          |
| 1909  | My Pony Boy                                                                              | 2          |
| 1909  | Mister Othello                                                                           | 9          |
| 1909  | I've Got Rings On My Fingers                                                             | 1          |
| 1909  | Red Head                                                                                 | 5          |
| 1909  | I'm Glad I'm a Boy - I'm Glad I'm a Girl (Ada Jones & Billy Murray)                      | 6          |
| 1910  | Oh, You Candy Kid                                                                        | 6          |
| 1910  | Has Anybody Here Seen Kelly?                                                             | 4          |
| 1910  | Emmaline (Ada Jones & Billy Murray)                                                      | 2          |
| 1910  | What Makes the World Go Round (Ada Jones & Billy Murray)                                 | 3          |
| 1910  | By the Light of the Silvery Moon                                                         | 2          |
| 1910  | Just a Little Ring from You (Ada Jones & Billy Murray)                                   | 8          |
| 1910  | Call Me Up Some Rainy Afternoon (Ada Jones & American Quartet)                           | 1          |
| 1910  | The Girl with a Brogue                                                                   | 7          |
| 1910  | Call Me Up Some Rainy Afternoon                                                          | 4          |
| 1910  | Return of the Arkansas Traveler (Ada Jones & Len Spencer)                                | 9          |
| 1910  | Is There Anything Else I Can Do for You?                                                 | 9          |
| 1911  | Silver Bell (Ada Jones & Billy Murray)                                                   | 7          |
| 1911  | Kiss Me, My Honey, Kiss Me (Ada Jones & Billy Murray)                                    | 5          |
| 1911  | Come, Josephine, in My Flying Machine (Ada Jones, Billy Murray & American Quartet)       | 1          |
| 1911  | The Dublin Rag                                                                           | 9          |
| 1911  | Cheer Up, My Honey (Ada Jones & Billy Murray)                                            | 7          |
| 1911  | All Aboard for Blanket Bay                                                               | 4          |
| 1911  | Put Your Arms Around Me, Honey                                                           | 5          |
| 1911  | Any Little Girl, That's a Nice Girl Is the Right Little Girl for Me                      | 8          |
| 1911  | It's Got to Be Someone I Love (Ada Jones & Walter Van Brunt)                             | 9          |
| 1911  | That was Before I Met You (Ada Jones & Walter Van Brunt)                                 | 6          |
| 1911  | All Alone (Ada Jones & Billy Murray)                                                     | 2          |
| 1911  | All Alone (Ada Jones & Walter Van Brunt)                                                 | 6          |
| 1911  | Knock Wood (Ada Jones & Walter Van Brunt)                                                | 5          |
| 1911  | They Always Pick on Me                                                                   | 7          |
| 1912  | Knock Wood (Ada Jones & Billy Murray)                                                    | 9          |
| 1912  | Ring Ting a Ling                                                                         | 7          |
| 1912  | Bring Back My Lovin' Man                                                                 | 5          |
| 1912  | Lingering Love (Ada Jones & Billy Murray)                                                | 8          |
| 1912  | I'm Afraid, Pretty Maid, I'm Afraid (Ada Jones & Walter Van Brunt)                       | 3          |
| 1912  | Oh Mr. Dream Man (Please Let Me Dream Some More)                                         | 7          |
| 1912  | Whistle It (Ada Jones & Peerless Quartet)                                                | 6          |
| 1912  | Be My Little Baby Bumble Bee (Ada Jones & Billy Murray)                                  | 1          |
| 1912  | The Wedding Glide (Ada Jones & Billy Murray)                                             | 4          |
| 1912  | Be My Little Baby Bumble Bee (Ada Jones & Walter Van Brunt)                              | 6          |
| 1913  | Row! Row! Row!                                                                           | 1          |
| 1913  | I've Got the Finest Man                                                                  | 9          |
| 1913  | When I Get You Alone To-Night (Ada Jones & Walter Van Brunt)                             | 8          |
| 1913  | All Night Long (Ada Jones & Billy Murray)                                                | 7          |
| 1913  | On the Old Front Porch (Ada Jones & Billy Murray)                                        | 6          |
| 1914  | On the Old Front Porch (Ada Jones & Henry Burr)                                          | 9          |
| 1914  | All Aboard for Dixie Land (Ada Jones & Peerless Quartet)                                 | 3          |
| 1914  | Where Can I Meet You To-Night? (Ada Jones & Henry Burr)                                  | 9          |
| 1914  | I'm Crying Just for You (Ada Jones & Billy Murray)                                       | 4          |
| 1914  | By the Beautiful Sea (Ada Jones & Billy Watkins)                                         | 1          |
| 1914  | The Whistling Coquette (Ada Jones & Billy Murray)                                        | 10         |
| 1915  | If That's Your Idea of a Wonderful Time (Take Me Home)                                   | 10         |
| 1915  | She Used to Be the Slowest Girl in Town (Ada Jones & Will Robbins)                       | 10         |
| 1915  | My Little Girl (Ada Jones & Will Robbins)                                                | 7          |
| 1916  | Beatrice Fairfax, Tell Me What to Do!                                                    | 6          |
| 1916  | If I Knock the L Out of Kelly                                                            | 9          |
| 1917  | O'Brien Is Tryin' to Learn to Talk Hawaiian                                              | 9          |
| 1917  | What Do You Want to Make Those Eyes at Me For? (Ada Jones & Billy Murray)                | 3          |
| 1917  | Put On Your Slippers & Fill Up Your Pipe (You're Not Going Bye-Bye Tonight)              | 10         |
| 1917  | M-I-S-S-I-S-S-I-P-P-I                                                                    | 9          |
| 1917  | Some Sunday Morning (Ada Jones & M.J. O'Connell)                                         | 4          |
| 1918  | I'll Take You Back to Italy (Ada Jones & Billy Murray)                                   | 9          |
| 1919  | Uncle Josh and Aunt Nancy Put Up the Kitchen Stove (Ada Jones & Cal Stewart)             | 5          |
| 1919  | Christmas Time at Pumpkin Center (Ada Jones, Cal Stewart & Peerless Quartet)             | 7          |
| 1922  | When Frances Dances with Me (Ada Jones & Billy Murray)                                   | 6          |

### Autres titres
- Sweet Marie (c. 1893–94)
- The Volunteer Organist (c. 1893–94)
- Please Come Play in My Yard (1905)
- I'm a Woman of Importance[7] (1906)
- Don't Get Married Any More, Ma (1906, 1907 ; nombreux enregistrements)
- Experience (from The Little Cherub) (1906)
- Peaches and Cream, Ada Jones et Len Spencer (Lowitz cylinder 1906)[8]
- All She Gets from the Iceman Is Ice (1907)
- If the Man in the Moon Were a Coon (1907)
- I Just Can't Make My Eyes Behave (1907)
- Now I Have to Call Him Father (1908)
- I've Got Rings On My Fingers (1909)
- My Pony Boy (1909)
- The Yama Yama Man (1909)
- Whistle, and I'll Wait for You (1909)
- Call Me Up Some Rainy Afternoon (1910)
- Oh, You Candy Kid (1910)
- The Girl With the Brogue (1910)
- Whistle It (1912) (avec Peerless Quartet)
- Down in Gossip Row (1912 Victor 17056-B)
- Row! Row! Row! (1913)
- Beatrice Fairfax, Tell Me What to Do! (1915)

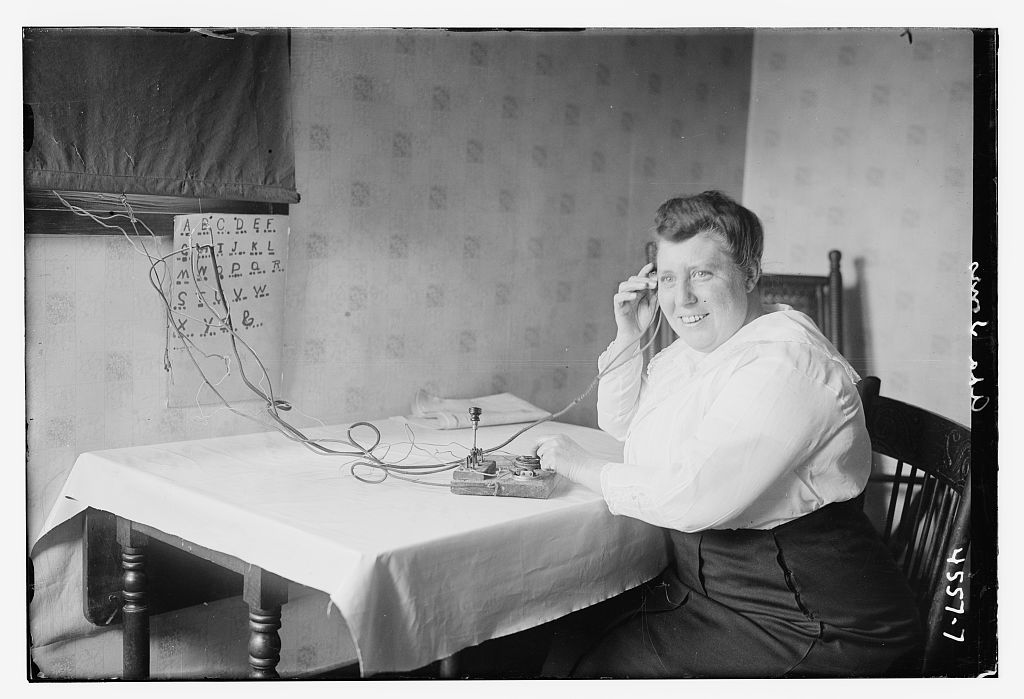
Ada Jones envoyant du code morse en 1918.

### Avec Billy Murray
- Under the Anheuser Bush
- Let's Take an Old-Fashioned Walk (1907)
- School Days (1907)
- Cuddle up a Little Closer, Lovey Mine (1908)
- The Boy Who Stuttered and the Girl Who Lisped (1908)
- Wouldn't You Like to Have Me for a Sweetheart? (1908)
- Blue Feather (1909)
- Can't You See I Love You (1909) (Edison Standard Record: 10190)
- Googy-oo (1909) (Edison Amberol: 211)
- I Can't Say You're the Only One (1909) (Edison Standard Record: 10069)
- Oh You Kid! (1909) (Edison 10090)
- Shine On, Harvest Moon (1909)
- Rainbow (1909) (Columbia 10049)
- Come Josephine in My Flying Machine (1911)
- My Hula Hula Love (1911)
- Be My Little Baby Bumble Bee (1912)
- Nora Malone (Call Me by Phone) (1912)
- Silver Bell (1912)
- If I Said Please (1913)
- Snow Deer (1913)
- Somebody's Coming to My House (1913)
- Bedtime at the Zoo (1914)
- By the Beautiful Sea (1914)
- Dixie (1916)
- What Do You Want to Make Those Eyes at Me For? (1917)
- Some Sunday Morning (1918)
- When Frances Dances With Me (1921)